# Michel Dennemont
Pour les articles homonymes, voir Dennemont.
Michel Dennemont, né le 11 février 1949 aux Avirons (La Réunion), est un homme politique français. Il est notamment conseiller régional de La Réunion de 2015 à 2021 et sénateur de 2017 à 2023.

## Biographie

### Situation personnelle
Michel Dennemont naît le 11 février 1949 aux Avirons (La Réunion). Il est le fils d'Emmaüs Dennemont, cheminot, et d'Anita née Ricquebourg. Divorcé, il est père de quatre enfants et grand-père de trois petits-enfants.
Le 1er mars 2021, il est grièvement blessé après avoir été agressé au couteau par un de ses fils,.

### Parcours politique
Conseiller municipal des Avirons à partir de 1977, il est élu maire de la commune en 1987 à la suite d'une élection partielle, et réélu en 1989, 1995, 2001, 2008, et 2014.
Il est également élu conseiller général de La Réunion dans le canton des Avirons lors des élections cantonales de 1992 et réélu en 1998, 2004, et 2011,. En 1998, il est élu 6e vice-président du conseil général de La Réunion.
Lors des élections régionales de 1992 à La Réunion, il figure en 38e position sur la liste « Union pour La Réunion » (UPR) de Pierre Lagourgue mais n'est pas élu,.
Il parraine Nicolas Sarkozy lors de l'élection présidentielle de 2007.
Suppléant d'André Thien Ah Koon, député élu dans la 3e circonscription de La Réunion, il se présente aux élections législatives de 2007 mais est éliminé dès le premier tour avec 9,69 % des voix,.
En septembre 2008, il cofonde avec Gino Ponin-Ballom et Thierry Robert « Entente Réunion »,, dont il devient le secrétaire.
Lors des élections régionales de 2010 à La Réunion, il appelle à voter pour la liste menée par le président du conseil régional, le communiste Paul Vergès. En 2011, ce dernier lui propose d'être candidat sur sa liste lors des élections sénatoriales,. Il figure en 3e position sur la liste mais n'est pas élu. En 2015, il est élu conseiller régional de La Réunion.
Michel Dennemont mène la liste du Parti socialiste lors des élections sénatoriales de 2017 à La Réunion, et est élu sénateur le 24 septembre,. Il annonce alors qu'il démissionnera à mi-mandat en faveur de la suivante sur sa liste, Audrey Bélim,, ce qu'il ne fait finalement pas.
Il rejoint le groupe La République en marche au Sénat et devient membre du Conseil du parti,. Ce ralliement n’avait pas été annoncé aux grands électeurs de La Réunion lors de sa campagne électorale.
Touché par le cumul des mandats, il démissionne de son poste de maire des Avirons et du conseil municipal,. René Mondon lui succède à la tête de la commune le 22 octobre 2017,. Il devient maire honoraire en janvier 2018.
En 2023, après avoir voté en faveur du texte de loi sur la réforme des retraites, Michel Dennemont est la cible de menaces de mort sur sa page Facebook.
Peu assidu dans ses fonctions de sénateur, il ne se représente pas aux élections sénatoriales de 2023 à La Réunion.

## Décorations
- Officier de l'ordre national du Mérite[3].